# Sacquenville
Sacquenville – miejscowość i gmina we Francji, w regionie Normandia, w departamencie Eure.
Według danych na rok 1990 gminę zamieszkiwały 613 osoby, a gęstość zaludnienia wynosiła 61 osób/km² (wśród 1421 gmin Górnej Normandii Sacquenville plasuje się na 385 miejscu pod względem liczby ludności, natomiast pod względem powierzchni na miejscu 347).